# Alberte Vingum
Alberte Vingum Andersen (* 14. November 2004) ist eine dänische Fußballtorhüterin.

## Karriere

### Verein
Vingum wechselte im Sommer 2021 aus der U18 von Odense Q zu HB Køge. Dort gewann sie bislang zwei Mal die dänische Meisterschaft.

### Nationalmannschaft
Für die dänische U19 war sie unter anderem in der Qualifikation zur Europameisterschaft 2022 aktiv.
Ihre erste Nominierung für die A-Nationalmannschaft erhielt sie für ein Freundschaftsspiel gegen Österreich am 12. Juni 2022, kam dort jedoch nicht zum Einsatz. Ihren ersten Einsatz in der A-Nationalmannschaft hatte sie am 25. Oktober 2024, als sie zur zweiten Halbzeit des Freundschaftsspiels gegen Südafrika eingewechselt wurde.
Am 20. Juni 2025 wurde sie für die EM-Endrunde nominiert. Sie kam dort aber nicht zum Einsatz.